# Ceratostomataceae
Ceratostomataceae is een familie uit de orde Halosphaeriales van de ascomyceten. Het typegeslacht is Ceratostoma. Soorten in de familie hebben een wijdverbreide verspreiding en groeien op andere schimmels, op aarde of op rottende vegetatie. De familie is mogelijk niet monofyletisch.

## Geslachten
Het bevat de volgende gelachten:
- Arxiomyces P.F. Cannon & D. Hawksw.
- Dactylidispora Y. Marín, Stchigel, Guarro & Cano
- Echinusitheca Y. Marín, Stchigel, Dania García, Guarro, A.N. Mill. & Cano
- Erythrocarpon Zukal
- Gonatobotrys Corda
- Harzia Costantin
- Melanospora Corda
- Microthecium Corda (voorheen Pteridiosperma) J.C. Krug & Jeng
- Neotrotteria Sacc.
- Pseudomicrothecium Y. Marín, Stchigel, Guarro & Cano
- Pustulipora P.F. Cannon
- Rhytidospora Jeng & Cain
- Scopinella Lév.
- Setiferotheca Matsush.
- Syspastospora P.F. Cannon & D. Hawksw.
- Vittatispora P. Chaudhary, J. Campb., D. Hawksw. & K.N. Sastry